# HC Örnen
HC Örnen är en ishockeyförening i Örebro i Örebro län. Klubben spelar från och med säsongen 2013/2014 i Hockeytrean. Föreningen har sedan säsongen 2017/2018 även ett J18- och J20-lag.

## Historik
I samband att Örebro IK gick i konkurs och att Örebro HK (då benämnd HC Örebro 90) blev Örebros enda och främsta ishockeyklubb, övertog man även juniorverksamheten från Örebro IK. Vidare bildades 1999 HC Örnen, som övertog rollen från HC Örebro 90 som andra klubb i staden. Vilka även övertog den ambition som HC Örebro 90 hade ursprungligen, det vill säga skapa möjligheter för spelare som inte längre ville satsa på elitnivå, men fortfarande ville hålla på med ishockey.